# 沙泰勒罗区
沙泰勒罗区（法語：Arrondissement de Châtellerault）是法国新阿基坦大區维埃纳省所辖的一个区。总面积1982.9平方公里，总人口108532，人口密度55人/平方公里（2018年）。主要城镇为沙泰勒罗。

## 辖区
沙泰勒罗区辖有92个市镇。